# سرو مولانجی
سرو مولانجی (نام علمی: Widdringtonia whytei) نام یک گونه از سرده سروهای آفریقایی است.